# حبة لولو (فلم)
حبة لولو هو فيلم لبناني تم إنتاجه في سنة 2013 وهو من إخراج وتأليف ليال ميلاد راجحة وبطولة تقلا شمعون ولورين قديح وزينة مكي وايلي متري ونزيه يوسف.

## القصة
تدور قصة الفيلم حول فتاة إسمها فاتن عبد الله تلقب بلولو تكون مختبأة في ملجأ بعد قصف لثلاث أيام وبعد خروجها لأجل جلب الطعام يعترضها ضابط هناك ويقوم باغتصابها بعد عدة أشهر يظهر الحمل عليها ويخيريها والديها إما بالإجهاض أو ترك المنزل، فتقرر ترك المنزل والعيش وحدها مع إبنتها ليال، ولكنها لا تستخرج لها أي اوراق رسمية تثبت وجودها. تكبر ليال وتتعرف على شاب يدعى كريم ويقررا الزواج في نفس الوقت يحدث حادث مشابه لحادث فاتن لفتاة جارة لهما تدعى حلا، وتقرر هي ايضاً أن تحتفظ بالطفل، فيقررون مساعدتها في أزمتها.

## البطولة
- تقلا شمعون بدور فاتن عبد الله
- لورين قديح بدور حلا
- زينة ملكي بدور ليال
- نزيه يوسف بدور فارس
- زياد سعيد بدور كريم
- إيلي متري

## وصلات خارجية
- حبة لولو على قاعدة بيانات الأفلام العربية